# Tobias Mayer

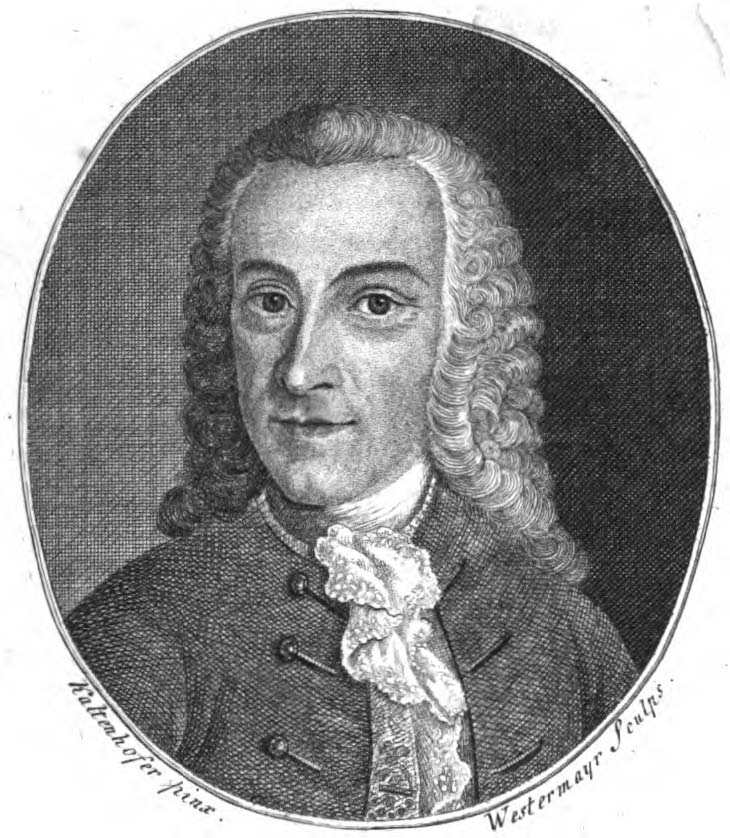
Tobias Mayer
(Kupferstich von Conrad Westermayr)

Tobias Mayer (auch Majer; * 17. Februar 1723 in Marbach am Neckar; † 20. Februar 1762 in Göttingen) war ein deutscher Astronom, Geograph, Kartograph, Mathematiker und Physiker. Obwohl er als Autodidakt niemals an einer Universität studiert hatte, war er ein anerkannter Wissenschaftler seiner Zeit.

## Leben und Werk

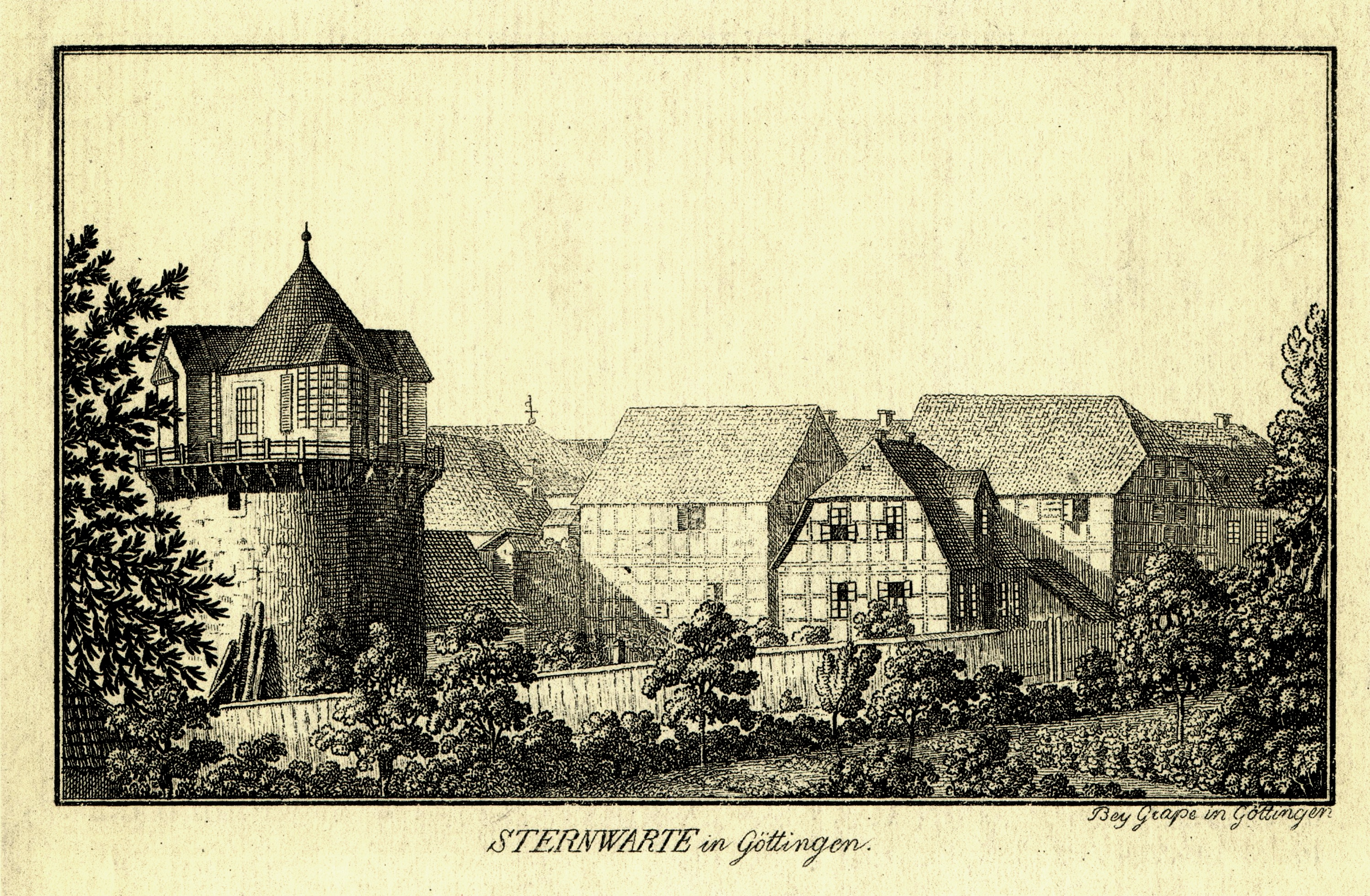
Göttingens erste Sternwarte auf dem Stadtmauerturm, Radierung von Heinrich Christoph Grape

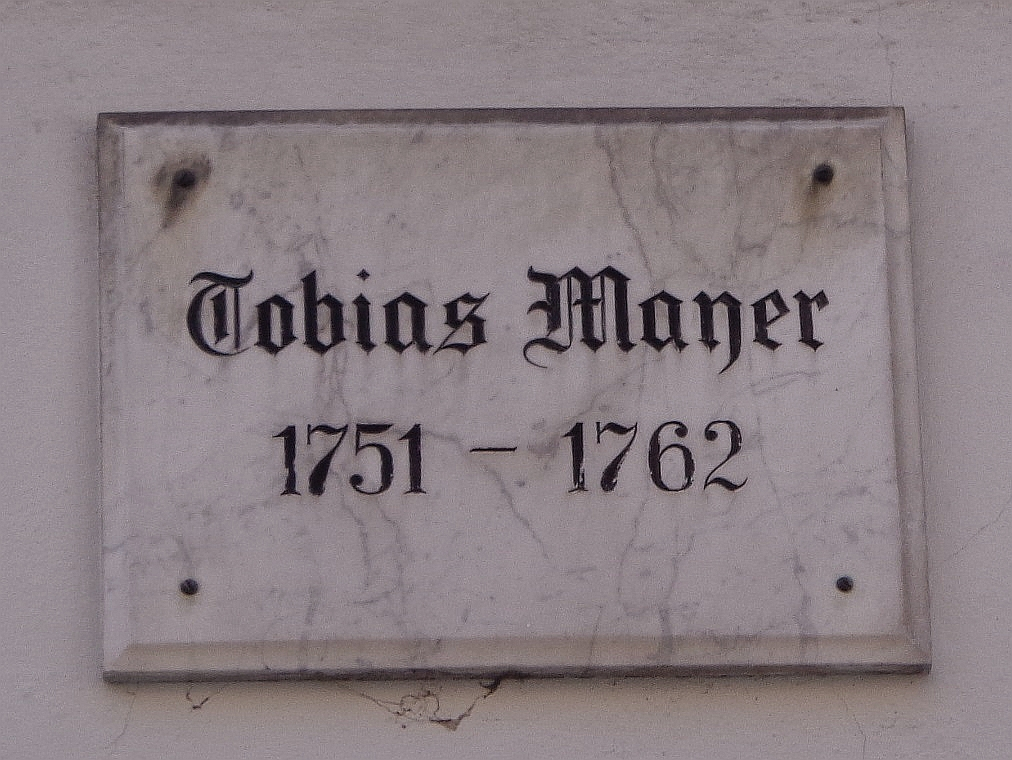
Göttinger Gedenktafel von 1953 an Tobias Mayers Wohnhaus Lange-Geismar-Straße 49

Mayer wurde in Marbach am Neckar geboren und wuchs in ärmlichen Verhältnissen in Esslingen am Neckar auf. Nach dem Tod seines Vaters im Jahr 1731 erhielt er Unterkunft im Waisenhaus. Von 1729 bis 1741 besuchte er die deutsche Schule und die Lateinschule in Esslingen (das heutige Georgii-Gymnasium). Da in der Lateinschule das Fach Mathematik nicht angeboten wurde, bildete sich Mayer in dieser Disziplin autodidaktisch fort. Aufgrund seiner großen Begabung wurde er vorübergehend vom Bürgermeister der Stadt Esslingen gefördert. Seine Mutter starb 1737.
1739 veröffentlichte er den ersten Stadtplan von Esslingen, 1741 ein Buch über Geometrie und Mathematik, 1745 den „Mathematischen Atlas“ und ein Buch über Kriegsbaukunst. Als er 1746 eine Anstellung bei J. B. Homanns kartografischer Anstalt in Nürnberg antrat, hatte er somit bereits zwei Originalarbeiten in Geometrie publiziert. Mayer deckte die Ungenauigkeiten der damals verwendeten Karten auf, indem er zwei verbreitete Karten übereinander zeichnete und große Unterschiede, vor allem in Ost-West-Richtung, vorfand. Die Ermittlung des Längengrades einer Stadt war damals nur mit großer Unsicherheit möglich.
1751 heiratete er Maria Victoria, geb. Gnüge (1723–1780), und im darauf folgenden Jahr wurde sein Sohn Johann Tobias geboren, der später ebenfalls Physiker wurde. (Der Vater wird in manchen Texten irrtümlich als Johann Tobias Mayer bezeichnet. Nach dem Taufbuch und originalen Publikationen lautet dessen Vorname aber schlicht Tobias.)

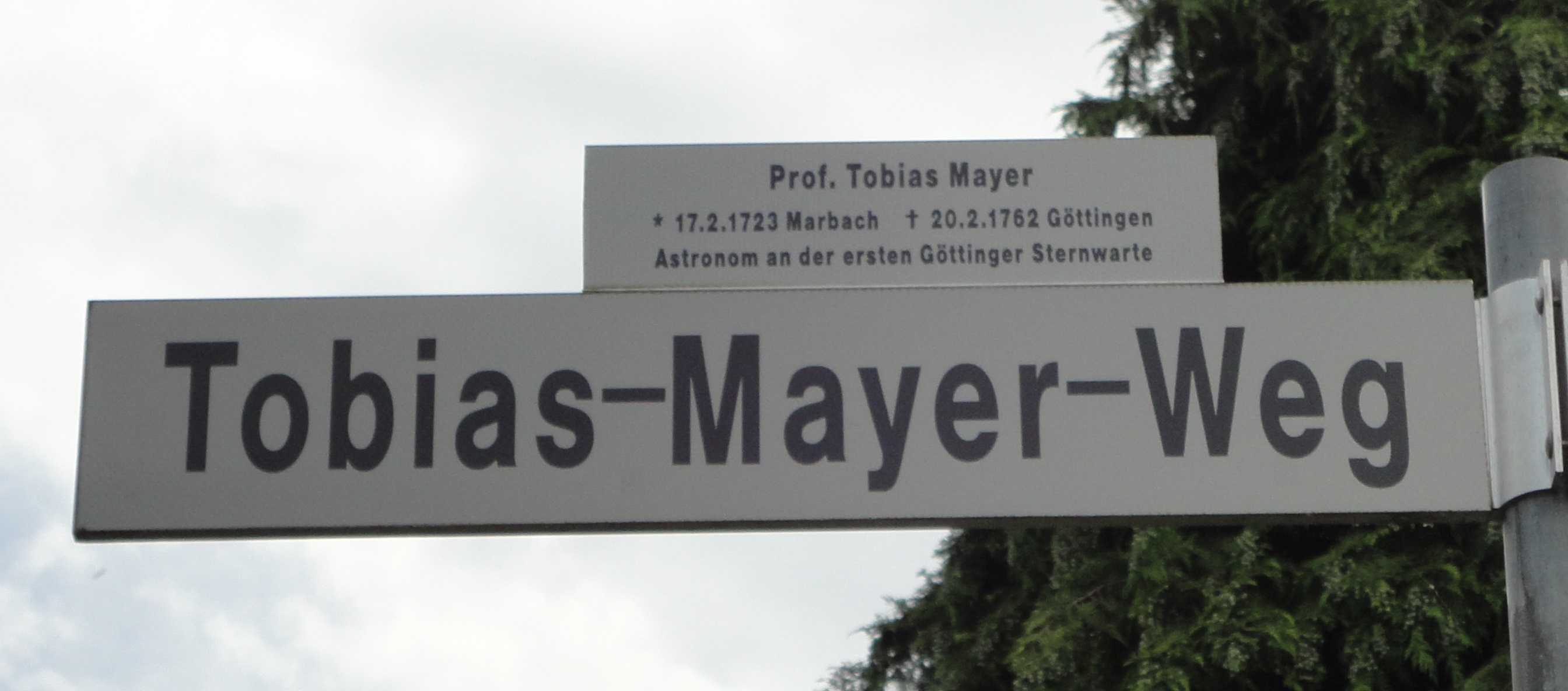
Göttingen-Weende, Tobias-Mayer-Weg (Straßenbezeichnung von 1974)

Wegen seiner Verbesserungen auf dem Gebiet der Kartografie und auf Grund seiner Reputation als Wissenschaftler wurde er 1751 auf den Lehrstuhl für Ökonomie und Mathematik der noch jungen und erst 14 Jahre zuvor eröffneten Universität Göttingen berufen. Er wurde 1751 zum außerordentlichen und 1753 zum ordentlichen Mitglied der Göttinger Akademie der Wissenschaften gewählt. 1752–1756 vollendete er Veröffentlichungen über Längenbestimmung, Astronomie, Geophysik, Mathematik und Messinstrumente. In den Jahren 1757–1762 publizierte er trotz des Siebenjährigen Krieges weitere Arbeiten zu Astronomie, aber auch zum Erdmagnetfeld und zur Farbentheorie.
1754 wurde er Leiter des neu eingerichteten Observatoriums, das in einem Turm der Göttinger Stadtmauer untergebracht wurde. Mit großem Enthusiasmus und Erfolg arbeitete er dort, bis er 1762 an Typhus starb.

## Wissenschaftliche Leistungen

### Astronomie
Seine erste wichtige astronomische Arbeit war eine sorgfältige Erforschung der Libration des Mondes (Kosmographische Nachrichten, Nürnberg 1750). Seine 1775 postum von Lichtenberg veröffentlichte Mondkarte war ein halbes Jahrhundert lang unübertroffen. Hauptsächlich beruht Mayers Ruhm aber auf seinen Mondtabellen, die erstmals 1752 im Druck erschienen. 1755 reichte er bei der britischen Regierung eine erweiterte Version dieser Tabellen ein. Sie waren so genau, dass die Mondposition bis auf 75 Bogensekunden und damit die geografische Länge auf See bis auf 0,5° genau bestimmt werden konnten.
Damit war eine Lösung des so genannten Längenproblems gefunden, das bis zu dieser Zeit eine sichere Navigation auf hoher See verhindert hatte. Eine andere Lösung für dasselbe Problem entwickelte etwa um die gleiche Zeit der englische Uhrmacher John Harrison: sie beruhte auf Zeitmessung mittels neuentwickelter Uhren, die auch unter den rauen Bedingungen an Bord eines Segelschiffes auf hoher See ausreichend genau gingen.
Mayers wissenschaftliche Theorie, auf der die Mondtafeln beruhten, wurde erst postum unter dem Titel Theoria lunae juxta systema Newtonianum 1767 in London publiziert. Ebenfalls postum erschien 1770 in London seine verbesserte Version dieser Tabellen. Mayers Witwe schickte diese Tabellen über die Universität Göttingen nach England. In Anerkennung von Mayers Verdiensten um die Lösung des Längenproblems erhielt sie von der britischen Regierung eine Prämie von 3.000 Pfund. Bereits 1714 hatte das britische Parlament mit dem Longitude Act einen Preis in Höhe von 20.000 Pfund für das Längenproblem ausgelobt und ein Komitee, das Board of Longitude, dafür eingesetzt.
Mayers Mondkarten wurden später unter anderem von Johann Hieronymus Schroeter aufgegriffen.
Der Mondkrater T. Mayer wurde nach ihm benannt.

### Erfindung des Repetitionskreises
Mitte des 18. Jahrhunderts traten geringe Abweichungen zwischen den Vorhersagen von Newtons Gravitationstheorie und den tatsächlich beobachteten Planetenörtern auf. Diese Unterschiede betrugen etwa beim Mond bis zu 5 Bogenminuten, woraus bei der Bestimmung der Längengrade auf der Erde eine Unsicherheit von 2,5 Grad resultieren konnte. Je nach Breitengrad bedeutete dies eine Abweichung beziehungsweise Navigationsungenauigkeit um bis zu 150 nautischen Meilen. Aus der Notwendigkeit präziserer Beobachtungen zur Erstellung einer besseren Bewegungstheorie des Mondes konstruierte Tobias Mayer ein neues astronomisches Messinstrument, den sogenannten Wiederholungs- oder Repetitionskreis. Das Gerät wurde zunächst in der Landvermessung genutzt und bestand aus zwei gegeneinander drehbaren und getrennt voneinander feststellbaren Visiereinrichtungen mit Fernrohr.
Zur Messung peilt man den Winkel zwischen zwei terrestrischen Punkten an, wovon einer ein Referenzpunkt ist. Dieser Vorgang wird mehrfach wiederholt. Nach beispielsweise drei Peilungsvorgängen zeigt die Kreisscheibe das Dreifache des gesuchten Winkels an. Der Vorteil dieser Methode besteht darin, dass der unausweichlich auftretende Messfehler kleiner ist als beim einmaligen Einstellen und Ablesen des Kreises. Mayers Erfindung selbst brachte zwar keine grundsätzliche Neuerung, jedoch verringerte sein Wiederholungsprinzip die Winkelfehler der praktischen Messung. Wiederholte Winkelmessungen brachten der Landvermessung bisher unerreichbare Genauigkeiten.
Dieses Repetitions-Prinzip übertrug Mayer nun auf einen astronomischen Spiegelkreis. Man ermittelt die Winkeldifferenz zwischen Mond und Stern durch wiederholte Messungen und anschließendes Dividieren durch die Anzahl der Beobachtungen. Später bezeichnete der Astronom Franz Xaver von Zach (1754–1832) den Mayerschen Spiegelkreis als die größte astronomische Erfindung des 18. Jahrhunderts.
Ein Holz-Modell des neuen Geräts wurde in Göttingen gefertigt, wobei Mayer selbst die Kreisteilung vornahm, und 1755 nach London gesendet, wo John Bird, einer der besten englischen Instrumentenbauer, zwei Messing-Kopien anfertigte. Diese wurden von John Campbell erfolgreich auf See getestet, der allerdings meinte, das Mayersche Instrument sei umständlicher als der Hadley-Oktant. Möglicherweise führte der Vergleich der beiden Instrumente Campbell zur Erfindung des Spiegelsextanten. Der französische Kapitän und Hydrograph Jean-Charles de Borda beschäftigte sich ab 1774 mit Verbesserungen des Repetitionskreises und veröffentlichte seine Ergebnisse im Jahr 1787. Diese verbesserten Geräte wurden als Borda-Kreise bekannt und erfuhren weite Verbreitung.

### Mayers Lösung des Längengradproblems

Zwei Mondbeobachtungen zur selben wahren Ortszeit. Der Ost-West-Abstand der beiden Beobachter beträgt 90 Längengrade, was einer Differenz von 6 Stunden Weltzeit entspricht.

Die Abbildung rechts illustriert das Lösungsprinzip für das Längengradproblem, das zuerst von Johannes Werner in dessen Nova translatio primi libri geographiae Cl. Ptolomaei (Nürnberg 1514) erwähnt wurde. Mayer hat auf Grundlage der Newtonschen Theorie und genauerer astronomischer Beobachtungen die zur Berechnung notwendigen Tabellen der Mondpositionen entscheidend verbessert.
Wird der Mond gleichzeitig (also zur selben Weltzeit) an verschiedenen Standorten auf der Erde beobachtet, ist seine Position am Fixsternhimmel um bis zu 2° unterschiedlich. Diese parallaktische Verschiebung gibt eine Möglichkeit, die Längendifferenz der beiden Standorte zu bestimmen. Statt des zweiten Standorts dient aber nun ein Referenzpunkt (z. B. Greenwich), für den in einer Mondtafel die stündliche Mondposition vorausberechnet wurde. Der Beobachter kann damit aus der Mondbewegung die momentane Weltzeit berechnen.
Als zweite Größe bestimmt er die wahre Ortszeit seines Standortes durch Messung des Sonnenstandes. Die Differenz zwischen Orts- und Weltzeit entspricht dem Längengrad des Beobachters. Da der Mond auf seiner Bahn um die Erde pro Stunde um etwa 33 Winkelminuten gegen den Fixsternhimmel nach Osten wandert, lässt sich durch entsprechend genaue Messung des Winkelabstandes zwischen dem Mond und benachbarten hellen Fixsternen die Abweichung der wahren Ortszeit von der Weltzeit und damit der eigene Längengrad bestimmen. Mit seinen Mondtafeln hat Mayer die damals genauesten Daten zur Bewegung des Mondes am Fixsternhimmel bereitgestellt.

## Museum

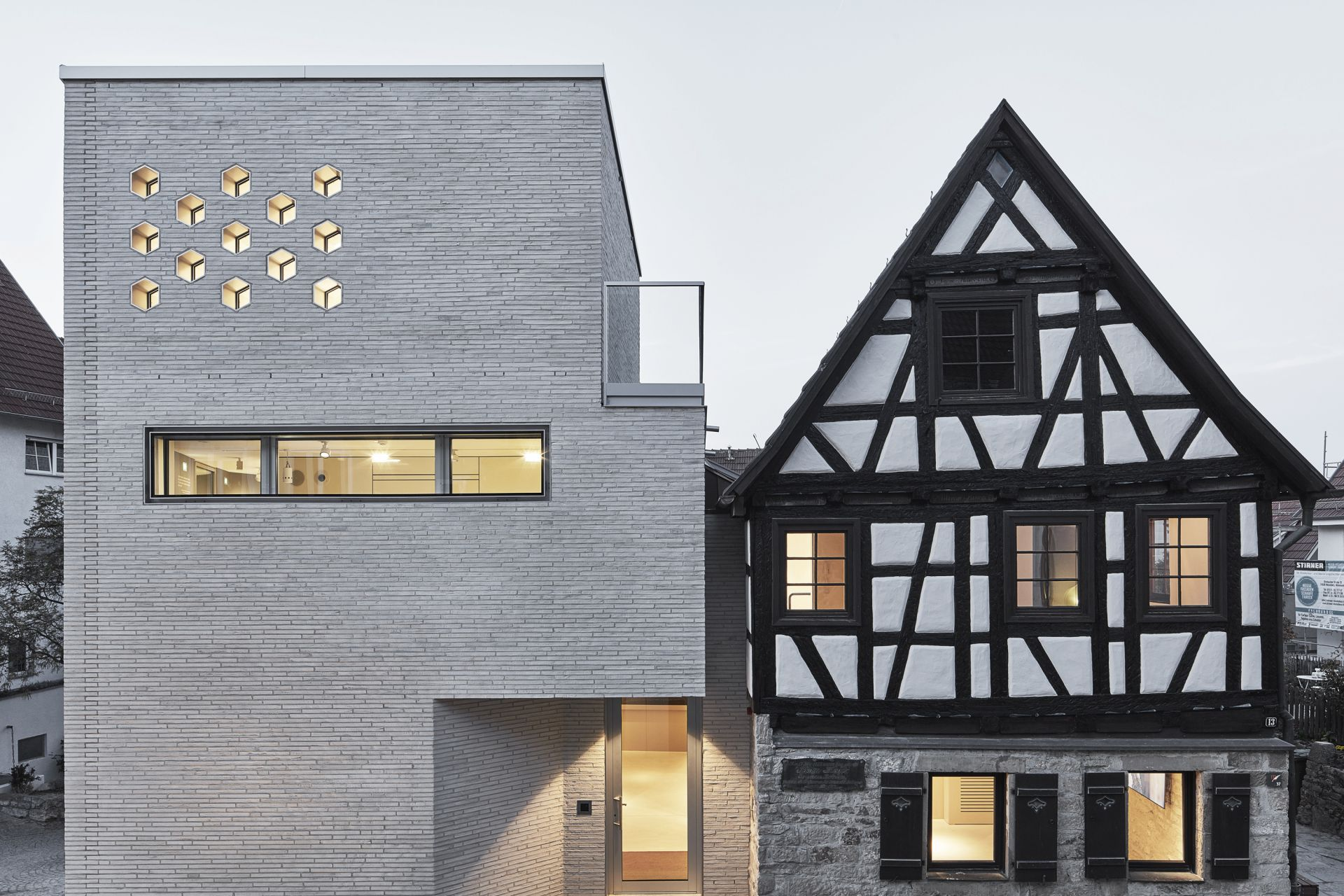
Tobias-Mayer-Museum mit Geburtshaus

Das Tobias-Mayer-Museum in Marbach am Neckar umfasst seit 1996 das Geburtshaus Mayers sowie einen angrenzenden, neu errichteten Anbau, der zusammen mit dem umfassend restaurierten Geburtshaus am 6. Oktober 2018 eingeweiht wurde. Die Museumsgebäude befinden sich in der Torgasse im Herzen der denkmalgeschützten Marbacher Altstadt, unweit des Geburtshauses von Friedrich Schiller und des Fritz Genkinger Kunsthauses. Träger des Museums ist der 1981 gegründete Tobias-Mayer-Verein e. V.

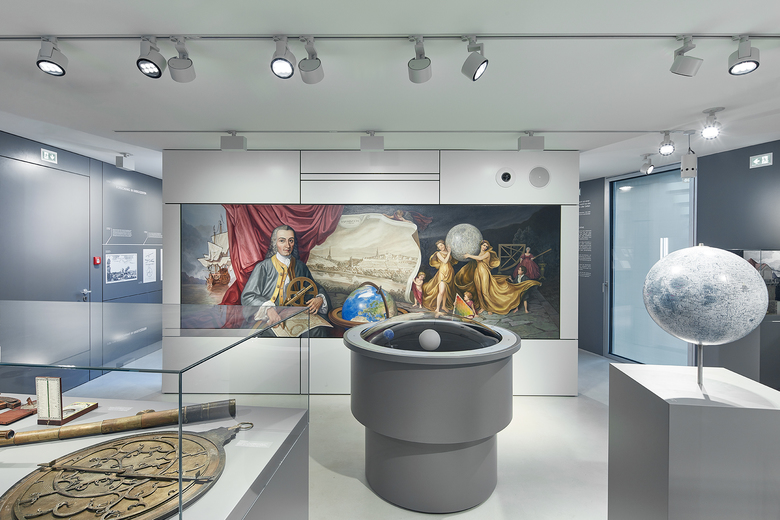
Ausstellung im 1. Obergeschoss des Neubaus

Die Ausstellung zeigt im Geburtshaus das Leben Tobias Mayers und seiner Familie; im Neubau werden auf zwei Stockwerken sein Wirken und seine wichtigsten Werke vermittelt. Im Dachgeschoss befindet sich eine ausführliche Handbibliothek sowie eine Sammlung von über zehn verschiedenen Mondgloben. An eigens eingerichteten PC-Arbeitsplätzen kann in den Archiven des Museums recherchiert werden.

## Werke
- Mathematischer Atlas, in welchem auf 60 Tabellen alle Theile der Mathematic vorgestellet und nicht allein überhaupt zu bequemer Wiederholung, sondern auch den Anfängern besonders zur Aufmunterung durch deutliche Beschreibung u. Figuren entworfen werden. 1745 (Digitalisat)
- Belgii Universi. 1748 (Digitalisat)
- Septem Provinciae seu Belgivm Foederatum. [Nürnberg], 1748 (Digitalisat)
- Helvetia Tredecim Statibvs Liberis quos Cantones vocant, composita Una cum foederatis & subjectis Provinciis / ex probatissimis Subsidiis geographice delineata par Dm. Tobiam Mayervm Professorem Matth. Goettingensem ; Luci publicae tradita ab Homannianis Heredibvs. Norimbergae, A. 1751 (Digitalisat)
- Mappa Geographica Regni Poloniae / ex novissimis quotquot sunt mappis specialibus composita et ad LL. stereographicae projectionis revocata a Tob. Mayero. S.C.S. Luci publicae tradita per Homannionos Heredes. Norimb., MDCCL (Digitalisat)
- Erstlinge: nebst einigen Nachrichten von seinen Erfindungen und seinem Leben. Schreiner, Düsseldorf 1812 (Digitalisat)
- Dvcatvs Silesiae Tabula geographica generalis : statui hodierno, ei nempe qui post pacem Dresdensem locum obtinet, adaptata. iustaque Graduatione rectificata / per Tob. Maier. Norimbergae : Impensis Homannianorvm Heredvm, A. 1749 (Digitalisat)